# Peter Kenez
Peter Kenez, né le 5 avril 1937, est un historien américain spécialiste de l'histoire de la Russie et de l'Europe de l'Est. Il a également travaillé sur le cinéma soviétique. Il a enseigné l'histoire de l'URSS et de l'Europe contemporaine à l'Université de Californie à Santa Cruz, depuis sa fondation en 1965.

## Travaux
Peter Kenez obtient son doctorat à l'Université Harvard, avec Richard Pipes comme conseiller. Il s'est situé à contre-courant des tendances historiographiques sur l'URSS. Comme le dit Catherine Depretto : « Dans les années 1970-1980, les travaux d’histoire sociale avaient déjà largement contribué à nuancer l’idée que les citoyens soviétiques étaient des sujets passifs, dénués de toute individualité, terrorisés et manipulés par une idéologie omnipotente. » Peter Kenez, néanmoins, continuait à s’intéresser davantage à la façon dont « l’État-Propagande » imposait son idéologie qu’à la manière dont les individus y réagissaient.
Il a décrit les processus de propagande du « cinéma stalinien », en exposant leur mise en œuvre dès avant 1929. Pour lui, de 1946 à 1953, « mis à part quelques-uns destinés aux enfants, [les films] n’ont aucune valeur aujourd’hui du fait de leurs caractères stéréotypés ». À propos du cinéma hongrois, il présente les obstacles de sa « soviétisation », après 1945 : des obstacles liés aux conditions de production et à la résistance du public vis-à-vis du cinéma soviétique de l'époque.

## Publications
- (en) Hungary from the Nazis to the Soviets: The Establishment of the Communist Regime in Hungary, 1944–1948, New York, Cambridge University Press, 2006.
- (en) A History of the Soviet Union from the Beginning to the End, New York, Cambridge University Press, deuxième édition, 2006.
- Le Cinéma sous Staline, 1928-1953, Paris, Presses Sorbonne Nouvelle, 2005.
- (en) Cinema and Soviet Society from the Revolution to the Death of Stalin, Londres et New York, I.B. Tauris, 2001.
- (en) A History of the Soviet Union from the Beginning to the End, New York, Cambridge University Press, 1999.
- (en) Varieties of Fear: Growing Up Jewish under Nazism and Communism, Washington, American University Press, 1995.
- (en) Cinema and Soviet society: 1917-1953, New York, Cambridge University Press, 1992, 281 p.
- (en) avec Abbott Gleason et Richard Stites (ed.), Bolshevik Culture: Experiment and Order in the Russian Revolution, Indiana University Press, 1985, 304 p.
- (en) The Birth of the Propaganda State: Soviet Methods of Mass Mobilization, 1917-1929, Cambridge et New York, Cambridge University Press, 1985.
- (en) Civil War in South Russia, 1919-1920: The Defeat of the Whites, Berkeley, University of California Press, 1977.
- (en) Civil War in South Russia, 1918: The First Year of the Volunteer Army, Berkeley, University of California Press, 1971.